# 파나라
파(巴)는 쓰촨성 동부에 있던 고대 국가이다. 원래의 수도는 이성(夷城, 현재의 후베이성 언스 시)였다. 파는 기원전 316년에 진에 정복되었다. 중국의 소수민족의 하나인 투자족의 기원은 파 민족으로 거슬러 올라간다.
파는 독립된 부족의 군장들의 느슨한 동맹이었을 것으로 생각된다. 파는 다양한 민족으로 이루어져 있었다. 고고학적인 증거들은 파 사람들이 주로 어업과 사냥, 낮은 수준의 농업(관개의 흔적은 없다)에 의존했음을 보여준다. 파는 목야 전투에서 주가 상 왕조를 전복시킬 때 도움을 주었을 것으로 생각된다. 그러나 파가 역사에 최초로 등장하는 것은 기원전 703년으로, 춘추좌씨전은 파가 등에 대항해 초와 군사 동맹을 맺었다고 기록하고 있다.
파의 영토는 원래 한수의 계곡을 포함하고 있었으나 초의 압박으로 점차 서쪽으로 밀려 쓰촨 분지로 이동하였다. 초의 확장으로 파는 몇차례 수도를 이전하였다. 상거(常璩)에 따르면 파의 수도는 강주, 점강, 평도를 거쳐 최종적으로 낭중에 이르렀다. 전국시대에 파와 국경을 접한 진, 초, 촉은 모두 강력한 국가였다.
초는 때때로 파의 영토를 침범했지만 파와 초는 무역과 혼인으로 맺어진 복잡한 관계였다. 초는 많은 파의 용병들을 그들의 군대에 고용하였다. 이러한 관습은 때때로 초에 문제를 일으키기도 했다. 예를 들어 초에 고용된 파의 용병들은 기원전 676년(또는 기원전 675년)에 반란을 일으켰고 초의 수도를 포위하였다.
파는 진이 촉으로 침공할 때 진과 동맹을 맺었다. 침공이 성공한 후에 진은 파도 정복하였고 마지막 파의 왕을 사로잡았다. 이후 파는 진의 영토가 되었다. 진은 촉을 지배하는 방식과는 달리 파의 귀족들의 지배권을 보장해주었고 진의 사람들을 대규모로 파로 이주시키지도 않았다.